# 布萊德·藍佛
布萊德·藍佛（英語：Brad Renfro，1982年7月25日—2008年1月15日），美國演員，1992年12歲時開始於電影中演出。

## 死亡
2008年1月15日，他被發現倒臥於洛杉磯的公寓，死因為過量海洛因中毒。

## 外部連結
- 布萊德·藍佛在互联网电影资料库（IMDb）上的資料（英文）
- 在Find a Grave上的布萊德·藍佛